# Brodina
Brodina é uma comuna romena localizada no distrito de Suceava, na região de Bucovina. A comuna possui uma área de 192.05 km² e sua população era de 3654 habitantes segundo o censo de 2007.